# 帕特里克·考德尔
帕特里克·考德尔（英語：Patrick Cowdell，1953年8月18日—），生于斯梅西克，英国男子拳击运动员。他曾代表英国参加1976年夏季奥林匹克运动会拳击比赛，获得男子54公斤级铜牌。